# Hesionidae
Famille
Les Hesionidae sont une famille de vers marins polychètes.

## Liste des genres
Selon World Register of Marine Species (4 janvier 2019) :
- genre Amphiduropsis Pleijel, 2001
- genre Amphiduros Hartman, 1959
- genre Bonuania Pillai, 1965
- genre Dalhousiella McIntosh, 1901
- genre Elisesione Salazar-Vallejo, 2016
- genre Gyptis Marion, 1874
- genre Hesiobranchia Ruta & Pleijel, 2006
- genre Hesiodeira Blake & Hilbig, 1990
- genre Hesiolyra Blake, 1985
- genre Hesione Lamarck, 1818
- genre Hesionella Hartman, 1939
- genre Hesionides Friedrich, 1937
- genre Hesiospina Imajima & Hartman, 1964
- genre Heteropodarke Hartmann-Schröder, 1962
- genre Leocrates Kinberg, 1866
- genre Leocratides Ehlers, 1908
- genre Lizardia Pleijel & Rouse, 2005
- genre Mahesia Westheide, 2000
- genre Microphthalmus Mecznikow, 1865
- genre Micropodarke Okuda, 1938
- genre Neogyptis Pleijel, Rouse, Sundkvist & Nygren, 2012
- genre Nereimyra Blainville, 1828
- genre Oxydromus Grube, 1855
- genre Parahesione Pettibone, 1956
- genre Pleijelius Salazar-Vallejo & Orensanz, 2006
- genre Podarkeopsis Laubier, 1961
- genre Psamathe Johnston, 1836
- genre Sinohesione Westheide, Purschke & Mangerich, 1994
- genre Sirsoe Pleijel, 1998
- genre Struwela Hartmann-Schröder, 1959
- genre Syllidia Quatrefages, 1865
- genre Vrijenhoekia Pleijel, Rouse, Ruta, Wiklund & Nygren, 2008

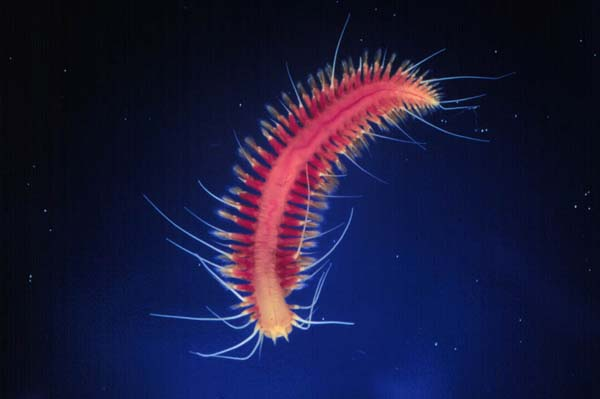
Hesiocaeca methanicola
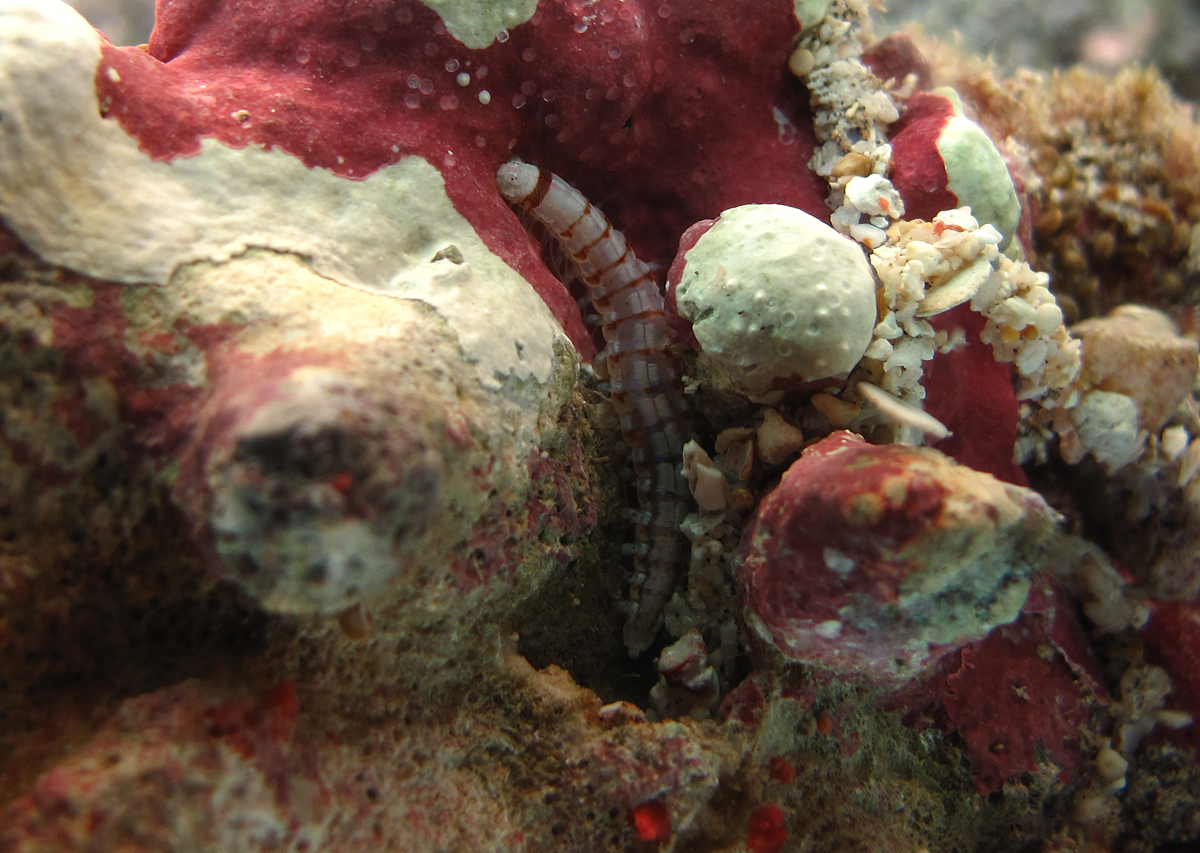
Hesione mooreae
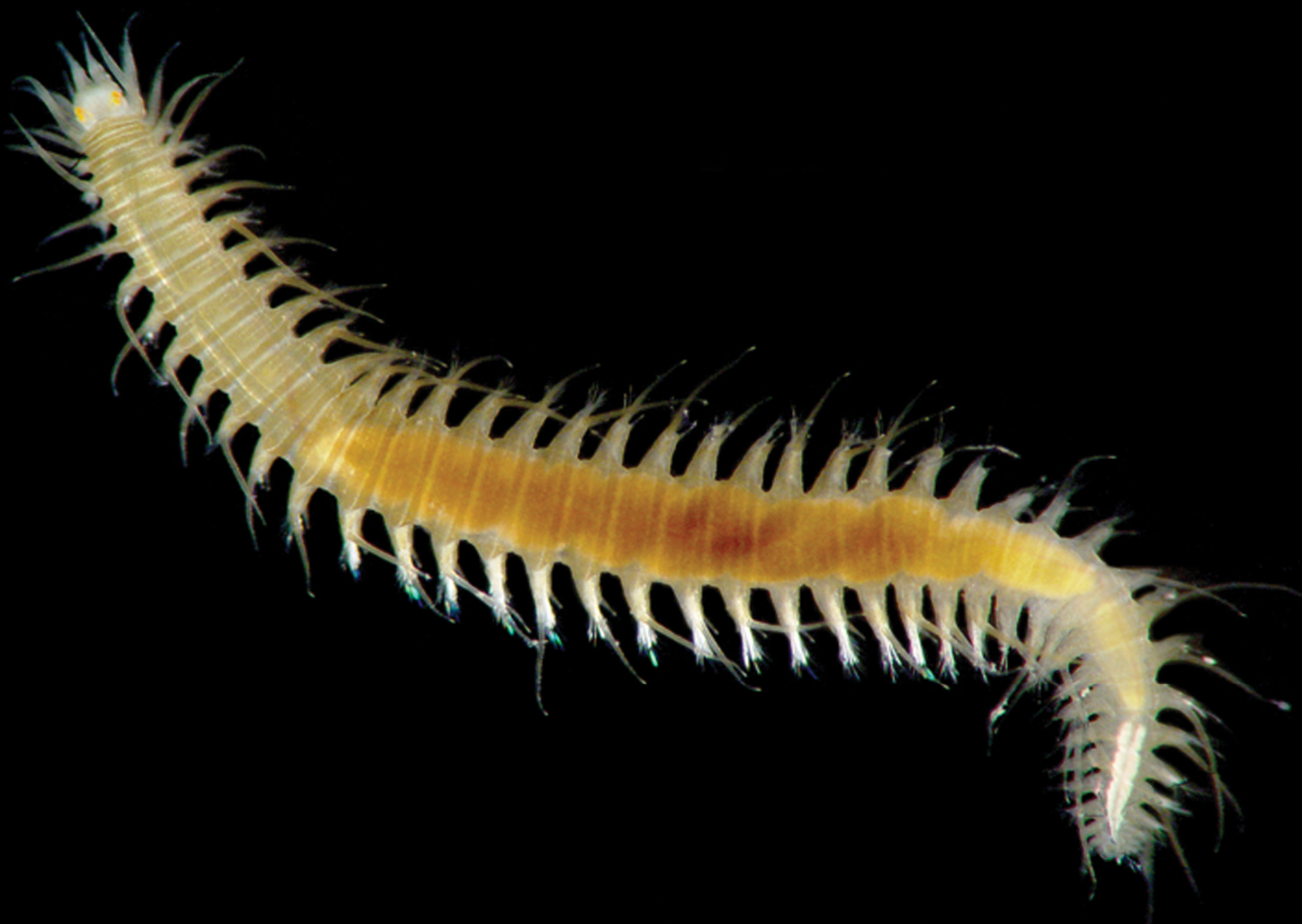
Oxydromus pugettensis
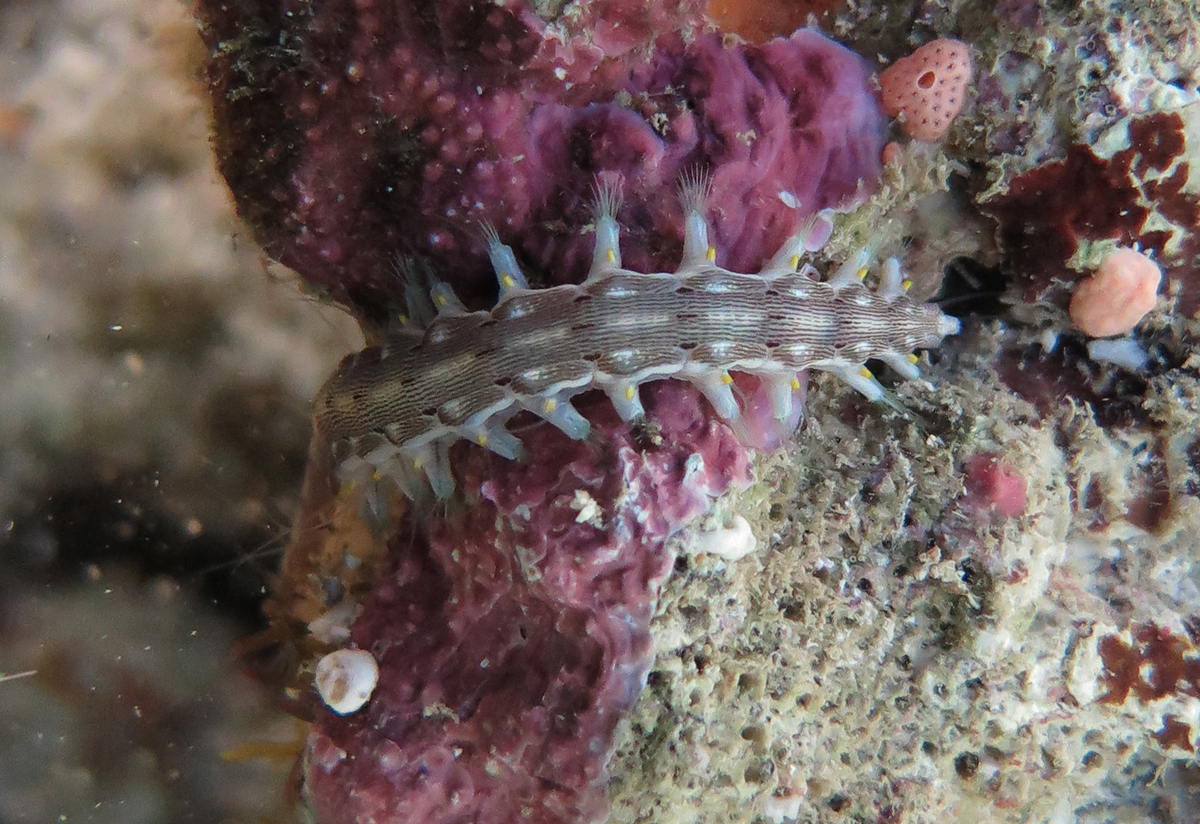
Hesione sp.
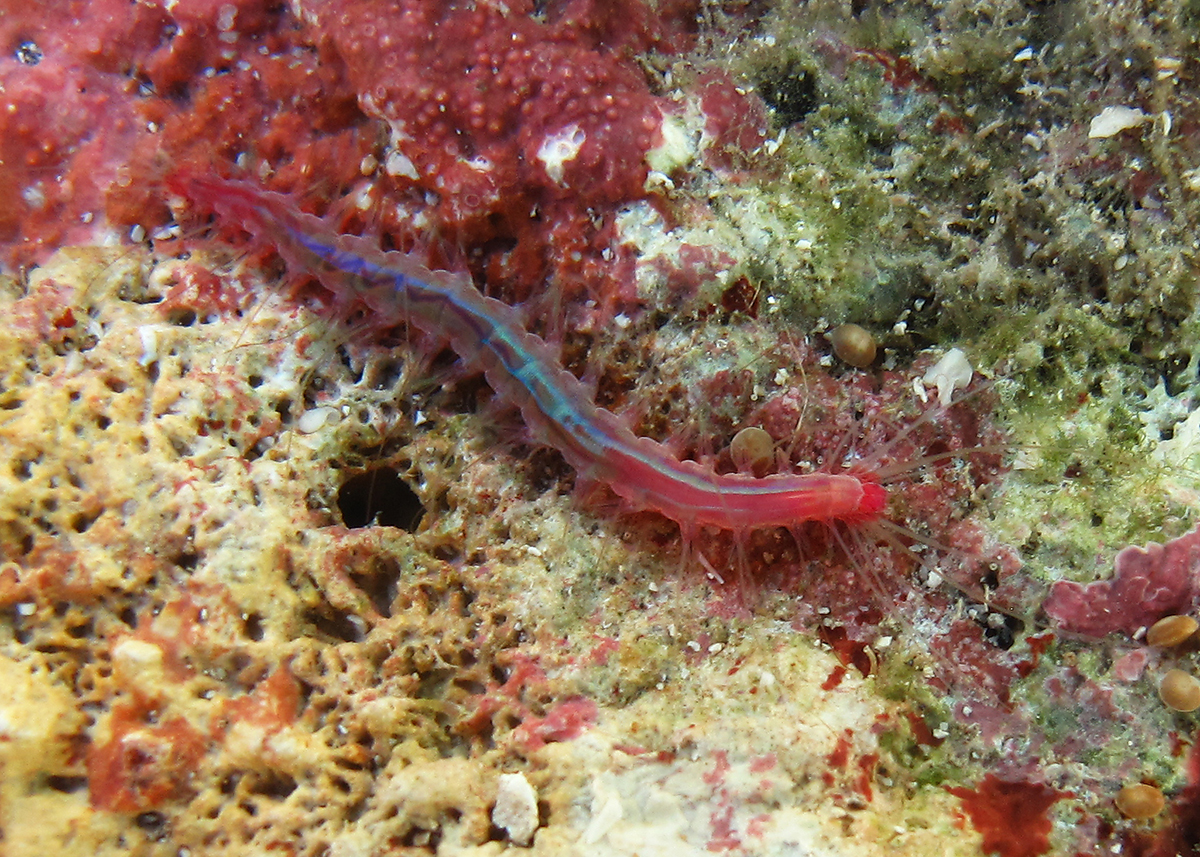
Un polychète du complexe Leocrates
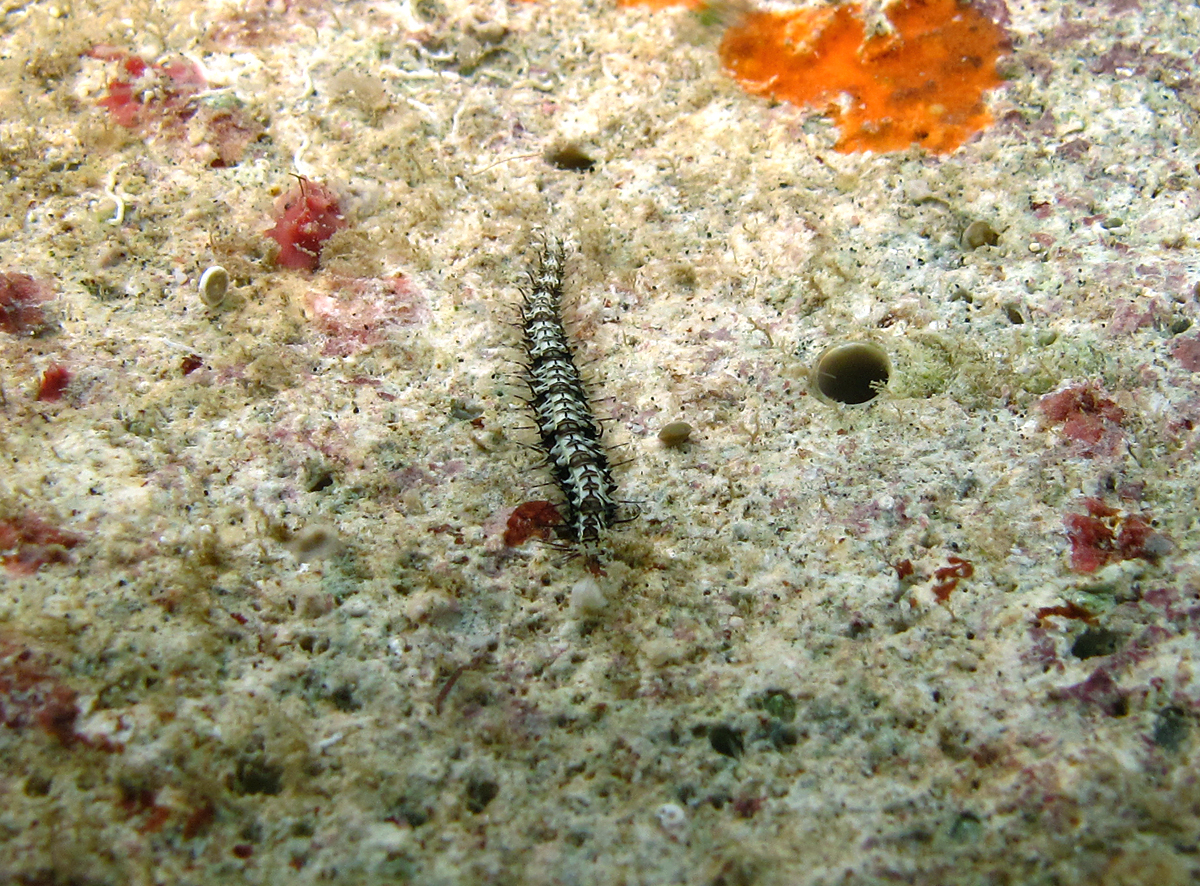
Un ver hésionidé non identifié